# کامپاسپرو
کامپاسپرو (به اسپانیایی: Campaspero) یک شهرستان در اسپانیا است که در وایادولید واقع شده‌است.

## خصوصیات
کامپاسپرو ۴۶٫۵۶ کیلومترمربع مساحت و ۱٬۴۱۳ نفر جمعیت دارد و ۹۱۹ متر بالاتر از سطح دریا واقع شده‌است.